# Ligue A des éliminatoires du Championnat d'Europe féminin de football 2025
 (mai 2024).
La Ligue A des éliminatoires du Championnat d'Europe féminin de football 2025 est la première division de la phase qualificative du Championnat d'Europe 2025. La Ligue A est composée de 16 équipes nationales avec pour vainqueur de la Coupe du monde et de la Ligue des nations, l'Espagne, et pour champion d'Europe en titre, l'Angleterre.

## Format
La Ligue A se compose des associations classées de la première à la seizième place sur la base du classement général de la Ligue des nations 2023-2024, et se divise en quatre groupes de quatre équipes.

### Championnat d'Europe 2025
Les deux premières équipes de chaque groupe se qualifient directement pour le Championnat d'Europe, tandis que les deux dernières équipes de chaque groupe se qualifient pour les barrages de ces éliminatoires,.

### Ligue des nations 2025
Les équipes classées premières, deuxièmes et troisièmes de chaque groupe se maintiennent en Ligue A, tandis que les équipes classées quatrièmes de chaque groupe sont reléguées en Ligue B,.

### Tirage au sort
Les équipes sont attribuées à la Ligue A en fonction du classement général de la Ligue des nations 2023-2024, le 28 février 2024. Elles sont réparties en quatre chapeaux de quatre équipes, placées selon la liste d'accès.
Le tirage au sort de la phase de ligue a lieu le 5 mars 2024 à Nyon.
Les équipes sont placées dans les chapeaux servant au tirage en suivant le classement général de la Ligue des nations 2023-2024.
| Équipe    | Classement |
| --------- | ---------- |
| Espagne   | 1          |
| France    | 2          |
| Allemagne | 3          |
| Pays-Bas  | 4          |

| Équipe     | Classement |
| ---------- | ---------- |
| Angleterre | 5          |
| Danemark   | 6          |
| Autriche   | 7          |
| Italie     | 8          |

| Équipe   | Classement |
| -------- | ---------- |
| Islande  | 9          |
| Belgique | 10         |
| Suède    | 11         |
| Norvège  | 12         |

| Équipe               | Classement |
| -------------------- | ---------- |
| République d'Irlande | 17         |
| Finlande             | 18         |
| Pologne              | 19         |
| Tchéquie             | 20         |

## Groupes
Légende des classements
- Qualification pour l'Euro 2025
- Qualification pour les barrages

### Groupe 1
| Rang | Équipe     | Pts | J | G | N | P | Bp | Bc | Diff |  | Résultats (▼ dom., ► ext.) |     |     |     |     |
| ---- | ---------- | --- | - | - | - | - | -- | -- | ---- |  | -------------------------- | --- | --- | --- | --- |
| 1    | Italie     | 9   | 6 | 2 | 3 | 1 | 8  | 3  | +5   |  | Italie                     |     | 2-0 | 1-1 | 4-0 |
| 2    | Pays-Bas   | 9   | 6 | 2 | 3 | 1 | 4  | 4  | 0    |  | Pays-Bas                   | 0-0 |     | 1-0 | 1-0 |
| 3    | Norvège    | 7   | 6 | 1 | 4 | 1 | 7  | 4  | +3   |  | Norvège                    | 0-0 | 1-1 |     | 4-0 |
| 4    | Finlande P | 5   | 6 | 1 | 2 | 3 | 4  | 12 | -8   |  | Finlande P                 | 2-1 | 1-1 | 1-1 |     |

| 1re journée        | Norvège                                                                              | 4 - 0   | Finlande | Ullevaal Stadion, Oslo                          |                                                 |
| 5 avril 2024 18h00 | Bizet 24e · ( Reiten) Román Haug 41e · ( Haavi) Bjelde 78e · ( Naalsund) Terland 81e | (2 - 0) |          | Spectateurs : 3 106 Arbitrage : Catarina Campos | Spectateurs : 3 106 Arbitrage : Catarina Campos |
| 5 avril 2024 18h00 | Engen 56e                                                                            | Rapport |          | Spectateurs : 3 106 Arbitrage : Catarina Campos | Spectateurs : 3 106 Arbitrage : Catarina Campos |

| 5 avril 2024 | Italie                                    | 2 - 0   | Pays-Bas               | Stade San Vito-Gigi Marulla, Cosenza            |                                                 |
| 18h15        | ( Giugliano) Giacinti 4e · Bonfantini 59e | (1 - 0) |                        | Spectateurs : 4 300 Arbitrage : Ivana Martinčić | Spectateurs : 4 300 Arbitrage : Ivana Martinčić |
| 18h15        | Bartoli 31e · Giuliani 57e                | Rapport | 72e Grant · 88e Spitse | Spectateurs : 4 300 Arbitrage : Ivana Martinčić | Spectateurs : 4 300 Arbitrage : Ivana Martinčić |

| 2e journée                 | Finlande                                 | 2 - 1   | Italie                     | Stade olympique d'Helsinki, Helsinki                |                                                     |
| 9 avril 2024 18h15 (19h15) | ( Kosola) Rantala 48e · Linari 75e (csc) | (0 - 1) | 39e Giugliano (Cambiaghi ) | Spectateurs : 5 000 Arbitrage : Marta Huerta de Aza | Spectateurs : 5 000 Arbitrage : Marta Huerta de Aza |
| 9 avril 2024 18h15 (19h15) | Korpela 88e                              | Rapport | 36e Boattin                | Spectateurs : 5 000 Arbitrage : Marta Huerta de Aza | Spectateurs : 5 000 Arbitrage : Marta Huerta de Aza |

| 9 avril 2024 | Pays-Bas                      | 1 - 0   | Norvège   | Rat Verlegh Stadion, Bréda                    |                                               |
| 20h45        | ( Van de Donk) Beerensteyn 6e | (1 - 0) |           | Spectateurs : 9 486 Arbitrage : Cheryl Foster | Spectateurs : 9 486 Arbitrage : Cheryl Foster |
| 20h45        |                               | Rapport | 6e Reiten | Spectateurs : 9 486 Arbitrage : Cheryl Foster | Spectateurs : 9 486 Arbitrage : Cheryl Foster |

| 3e journée        | Norvège | 0 - 0   | Italie    | Ullevaal Stadion, Oslo                             |                                                    |
| 31 mai 2024 18h00 |         |         |           | Spectateurs : 9 307 Arbitrage : Stéphanie Frappart | Spectateurs : 9 307 Arbitrage : Stéphanie Frappart |
| 31 mai 2024 18h00 |         | Rapport | 50e Galli | Spectateurs : 9 307 Arbitrage : Stéphanie Frappart | Spectateurs : 9 307 Arbitrage : Stéphanie Frappart |

| 31 mai 2024 | Pays-Bas        | 1 - 0   | Finlande | Sparta Stadion Het Kasteel, Rotterdam          |                                                |
| 20h45       | Beerensteyn 65e | (0 - 0) |          | Spectateurs : 9 089 Arbitrage : Frida Klarlund | Spectateurs : 9 089 Arbitrage : Frida Klarlund |
| 20h45       | Wilms 45e       | Rapport |          | Spectateurs : 9 089 Arbitrage : Frida Klarlund | Spectateurs : 9 089 Arbitrage : Frida Klarlund |

| 4e journée                | Finlande             | 1 - 1   | Pays-Bas        | Tammelan Stadion, Tampere                     |                                               |
| 4 juin 2024 18h00 (19h00) | ( Öling) Rantala 77e | (0 - 1) | 17e Beerensteyn | Spectateurs : 7 677 Arbitrage : Sandra Bastos | Spectateurs : 7 677 Arbitrage : Sandra Bastos |
| 4 juin 2024 18h00 (19h00) | Rapport              |         |                 | Spectateurs : 7 677 Arbitrage : Sandra Bastos | Spectateurs : 7 677 Arbitrage : Sandra Bastos |

| 4 juin 2024 | Italie                       | 1 - 1   | Norvège                | Stade Paolo-Mazza, Ferrare                    |                                               |
| 18h15       | ( Di Guglielmo) Giugliano 6e | (1 - 0) | 81e Maanum (Bøe Risa ) | Spectateurs : 2 198 Arbitrage : Rebecca Welch | Spectateurs : 2 198 Arbitrage : Rebecca Welch |
| 18h15       | Bonansea 65e · Caruso 69e    | Rapport | 49e Terland            | Spectateurs : 2 198 Arbitrage : Rebecca Welch | Spectateurs : 2 198 Arbitrage : Rebecca Welch |

| 5e journée                    | Finlande       | 1 - 1   | Norvège                  | Veritas Stadion, Turku                          |                                                 |
| 12 juillet 2024 18h00 (19h00) | Koivisto 90+8e | (0 - 1) | 7e Reiten                | Spectateurs : 7 345 Arbitrage : Katalin Kulcsár | Spectateurs : 7 345 Arbitrage : Katalin Kulcsár |
| 12 juillet 2024 18h00 (19h00) |                | Rapport | 37e Engen · 90+4e Bjelde | Spectateurs : 7 345 Arbitrage : Katalin Kulcsár | Spectateurs : 7 345 Arbitrage : Katalin Kulcsár |

| 12 juillet 2024 | Pays-Bas | 0 - 0   | Italie                                | Stade de Fortuna Sittard, Sittard             |                                               |
| 20h45           |          |         |                                       | Spectateurs : 8 563 Arbitrage : Tess Olofsson | Spectateurs : 8 563 Arbitrage : Tess Olofsson |
| 20h45           |          | Rapport | 11e Giugliano · 90e, 90+6e Bonfantini | Spectateurs : 8 563 Arbitrage : Tess Olofsson | Spectateurs : 8 563 Arbitrage : Tess Olofsson |

| 6e journée            | Norvège    | 1 - 1   | Pays-Bas             | Brann Stadion, Bergen                      |                                            |
| 16 juillet 2024 19h00 | Graham 61e | (0 - 0) | 80e Miedema (Grant ) | Spectateurs : 8 574 Arbitrage : Alina Peşu | Spectateurs : 8 574 Arbitrage : Alina Peşu |
| 16 juillet 2024 19h00 |            | Rapport | 83e Van de Donk      | Spectateurs : 8 574 Arbitrage : Alina Peşu | Spectateurs : 8 574 Arbitrage : Alina Peşu |

| 16 juillet 2024 | Italie                                                                                  | 4 - 0   | Finlande  | Stade Druso, Bolzano                             |                                                  |
| 19h00           | ( Giugliano) Beccari 20e · Giugliano 31e · ( Cantore) Cambiaghi 74e · Nyström 88e (csc) | (2 - 0) |           | Spectateurs : 2 689 Arbitrage : Ivana Projkovska | Spectateurs : 2 689 Arbitrage : Ivana Projkovska |
| 19h00           | Salvai 90e                                                                              | Rapport | 64e Öling | Spectateurs : 2 689 Arbitrage : Ivana Projkovska | Spectateurs : 2 689 Arbitrage : Ivana Projkovska |

### Groupe 2
| Rang | Équipe     | Pts | J | G | N | P | Bp | Bc | Diff |  | Résultats (▼ dom., ► ext.) |     |     |     |     |
| ---- | ---------- | --- | - | - | - | - | -- | -- | ---- |  | -------------------------- | --- | --- | --- | --- |
| 1    | Espagne    | 15  | 6 | 5 | 0 | 1 | 18 | 5  | +13  |  | Espagne                    |     | 3-2 | 2-0 | 3-1 |
| 2    | Danemark   | 12  | 6 | 4 | 0 | 2 | 14 | 8  | +6   |  | Danemark                   | 0-2 |     | 4-2 | 2-0 |
| 3    | Belgique   | 4   | 6 | 1 | 1 | 4 | 5  | 18 | -13  |  | Belgique                   | 0-7 | 0-3 |     | 1-1 |
| 4    | Tchéquie P | 4   | 6 | 1 | 1 | 4 | 6  | 12 | -6   |  | Tchéquie P                 | 2-1 | 1-3 | 1-2 |     |

| 1re journée        | Tchéquie                | 1 - 3   | Danemark                                                       | Stade municipal de Miroslava Valenty, Uherské Hradiště |                                                    |
| 5 avril 2024 18h00 | ( Khýrová) Stašková 42e | (1 - 1) | 7e Vangsgaard · 68e Ballisager (Snerle ) · 72e Hasbo (Harder ) | Spectateurs : 2 426 Arbitrage : Iuliana Demetrescu     | Spectateurs : 2 426 Arbitrage : Iuliana Demetrescu |
| 5 avril 2024 18h00 |                         | Rapport | 70e Møller · 80e Obaze                                         | Spectateurs : 2 426 Arbitrage : Iuliana Demetrescu     | Spectateurs : 2 426 Arbitrage : Iuliana Demetrescu |

| 5 avril 2024 | Belgique | 0 - 7   | Espagne | Den Dreef, Louvain                              |                                                 |
| 20h45        |          | (0 - 3) | 8e Paralluelo (Paredes ) · 16e Hermoso (Del Castillo ) · 30e Paralluelo · 47e Paralluelo (Del Castillo ) · 64e González (Del Castillo ) · 85e García (Batlle ) · 90e González (Del Castillo ) | Spectateurs : 7 123 Arbitrage : Katalin Kulcsár | Spectateurs : 7 123 Arbitrage : Katalin Kulcsár |
| 20h45        |          | Rapport | 19e Alexiandri · 75e Abelleira | Spectateurs : 7 123 Arbitrage : Katalin Kulcsár | Spectateurs : 7 123 Arbitrage : Katalin Kulcsár |

| 2e journée         | Danemark                                                                                | 4 - 2   | Belgique                                 | Viborg Stadium, Viborg                        |                                               |
| 9 avril 2024 18h00 | ( Svava) Vangsgaard 29e · ( Svava) Vangsgaard 39e · ( Harder) Svava 44e · Thøgersen 62e | (3 - 0) | 67e Kees (Vanhaevermaet ) · 72e Delacauw | Spectateurs : 1 660 Arbitrage : Rebecca Welch | Spectateurs : 1 660 Arbitrage : Rebecca Welch |
| 9 avril 2024 18h00 | Vangsgaard 76e                                                                          | Rapport |                                          | Spectateurs : 1 660 Arbitrage : Rebecca Welch | Spectateurs : 1 660 Arbitrage : Rebecca Welch |

| 9 avril 2024 | Espagne                                                                      | 3 - 1   | Tchéquie                     | Stade El Plantío, Burgos                         |                                                  |
| 19h00        | ( Putellas) Mendez 58e · ( Caldentey) Hermoso 62e · ( Hermoso) Caldentey 70e | (0 - 0) | 56e Sonntágová               | Spectateurs : 9 982 Arbitrage : Jelena Cvetković | Spectateurs : 9 982 Arbitrage : Jelena Cvetković |
| 19h00        | Carmona 63e                                                                  | Rapport | 17e Bartoňová · 77e Šlajsová | Spectateurs : 9 982 Arbitrage : Jelena Cvetković | Spectateurs : 9 982 Arbitrage : Jelena Cvetković |

| 3e journée        | Tchéquie           | 1 - 2   | Belgique                                   | Eden Aréna, Prague                                |                                                   |
| 31 mai 2024 18h00 | Dubcová 86e (pen.) | (0 - 2) | 13e Wullaert · 14e De Caigny (Wullaert )   | Spectateurs : 5 892 Arbitrage : Silvia Gasperotti | Spectateurs : 5 892 Arbitrage : Silvia Gasperotti |
| 31 mai 2024 18h00 | Szewieczková 35e   | Rapport | 35e De Caigny · 42e Wullaert · 85e Deloose | Spectateurs : 5 892 Arbitrage : Silvia Gasperotti | Spectateurs : 5 892 Arbitrage : Silvia Gasperotti |

| 31 mai 2024 | Danemark | 0 - 2   | Espagne                                        | Vejle Stadium, Vejle                             |                                                  |
| 19h00       |          | (0 - 2) | 17e Hermoso (Putellas ) · 28e (pen.) Caldentey | Spectateurs : 6 014 Arbitrage : Ivana Projkovska | Spectateurs : 6 014 Arbitrage : Ivana Projkovska |
| 19h00       | Rapport  |         |                                                | Spectateurs : 6 014 Arbitrage : Ivana Projkovska | Spectateurs : 6 014 Arbitrage : Ivana Projkovska |

| 4e journée        | Belgique             | 1 - 1   | Tchéquie                                                                  | Stayen, Saint-Trond                          |                                              |
| 4 juin 2024 20h00 | ( Janssens) Blom 79e | (0 - 1) | 19e Dubcová (Szewieczková )                                               | Spectateurs : 2 366 Arbitrage : Ewa Augustyn | Spectateurs : 2 366 Arbitrage : Ewa Augustyn |
| 4 juin 2024 20h00 |                      | Rapport | 20e Koubová · 28e Dědinová · 39e Khýrová · 56e Szewieczková · 81e Pěčková | Spectateurs : 2 366 Arbitrage : Ewa Augustyn | Spectateurs : 2 366 Arbitrage : Ewa Augustyn |

| 4 juin 2024   | Espagne                                                                       | 3 - 2   | Danemark                                         | Stade Heliodoro Rodríguez López, Santa Cruz de Tenerife |                                               |
| 21h30 (20h30) | ( Paredes) Vilamala 74e · ( Putellas) Paredes 77e · ( Abelleira) García 90+2e | (0 - 1) | 4e Thomsen (Snerle ) · 72e Thomsen (Vangsgaard ) | Spectateurs : 17 532 Arbitrage : Maria Caputi           | Spectateurs : 17 532 Arbitrage : Maria Caputi |
| 21h30 (20h30) | Paredes 31e                                                                   | Rapport | 78e Hasbo                                        | Spectateurs : 17 532 Arbitrage : Maria Caputi           | Spectateurs : 17 532 Arbitrage : Maria Caputi |

| 5e journée            | Tchéquie                                       | 2 - 1   | Espagne                     | Stade Letní, Chomutov                        |                                              |
| 12 juillet 2024 18h00 | ( Khýrová) Svitková 44e · Bartoňová 51e (pen.) | (1 - 1) | 15e Bonmatí (L. García )    | Spectateurs : 1 893 Arbitrage : Riem Hussein | Spectateurs : 1 893 Arbitrage : Riem Hussein |
| 12 juillet 2024 18h00 | Bartoňová 40e · Krejčiříková 54e               | Rapport | 50e Rodríguez · 70e Paredes | Spectateurs : 1 893 Arbitrage : Riem Hussein | Spectateurs : 1 893 Arbitrage : Riem Hussein |

| 12 juillet 2024 | Belgique | 0 - 3   | Danemark                                                   | Stayen, Saint-Trond                             |                                                 |
| 20h00           |          | (0 - 0) | 60e (csc) Cayman · 65e Harder · 82e S. Holmgaard (Harder ) | Spectateurs : 2 764 Arbitrage : Ivana Martinčić | Spectateurs : 2 764 Arbitrage : Ivana Martinčić |
| 20h00           |          | Rapport | 56e Snerle                                                 | Spectateurs : 2 764 Arbitrage : Ivana Martinčić | Spectateurs : 2 764 Arbitrage : Ivana Martinčić |

| 6e journée            | Espagne                                  | 2 - 0   | Belgique | Stade de Riazor, La Corogne                         |                                                     |
| 16 juillet 2024 19h00 | ( Carmona) Bonmatí 39e · Abelleira 90+1e | (1 - 0) |          | Spectateurs : 16 650 Arbitrage : Iuliana Demetrescu | Spectateurs : 16 650 Arbitrage : Iuliana Demetrescu |
| 16 juillet 2024 19h00 | Rapport                                  |         |          | Spectateurs : 16 650 Arbitrage : Iuliana Demetrescu | Spectateurs : 16 650 Arbitrage : Iuliana Demetrescu |

| 16 juillet 2024 | Danemark                                             | 2 - 0   | Tchéquie | Vejle Stadium, Vejle                          |                                               |
| 19h00           | ( S. Holmgaard) Bruun 55e · ( Bredgaard) Thomsen 63e | (0 - 0) |          | Spectateurs : 3 303 Arbitrage : Abigail Byrne | Spectateurs : 3 303 Arbitrage : Abigail Byrne |
| 19h00           | Rapport                                              |         |          | Spectateurs : 3 303 Arbitrage : Abigail Byrne | Spectateurs : 3 303 Arbitrage : Abigail Byrne |

### Groupe 3
| Rang | Équipe                 | Pts | J | G | N | P | Bp | Bc | Diff |  | Résultats (▼ dom., ► ext.) |     |     |     |     |
| ---- | ---------------------- | --- | - | - | - | - | -- | -- | ---- |  | -------------------------- | --- | --- | --- | --- |
| 1    | France                 | 12  | 6 | 4 | 0 | 2 | 8  | 7  | +1   |  | France                     |     | 1-2 | 2-1 | 1-0 |
| 2    | Angleterre             | 11  | 6 | 3 | 2 | 1 | 8  | 5  | +3   |  | Angleterre                 | 1-2 |     | 1-1 | 2-1 |
| 3    | Suède                  | 8   | 6 | 2 | 2 | 2 | 6  | 4  | +2   |  | Suède                      | 0-1 | 0-0 |     | 1-0 |
| 4    | République d'Irlande P | 3   | 6 | 1 | 0 | 5 | 4  | 10 | -6   |  | République d'Irlande P     | 3-1 | 0-2 | 0-3 |     |

| 1re journée                | Angleterre         | 1 - 1   | Suède               | Wembley Stadium, Londres                          |                                                   |
| 5 avril 2024 21h00 (20h00) | ( James) Russo 24e | (1 - 0) | 64e Rolfö (Kafaji ) | Spectateurs : 63 428 Arbitrage : Ivana Projkovska | Spectateurs : 63 428 Arbitrage : Ivana Projkovska |
| 5 avril 2024 21h00 (20h00) | Rapport            |         |                     | Spectateurs : 63 428 Arbitrage : Ivana Projkovska | Spectateurs : 63 428 Arbitrage : Ivana Projkovska |

| 5 avril 2024 | France    | 1 - 0   | République d'Irlande                                      | Stade Saint-Symphorien, Metz                                |                                                             |
| 21h10        | Katoto 6e | (1 - 0) |                                                           | Spectateurs : 16 772 Arbitrage : Maria Sole Ferrieri Caputi | Spectateurs : 16 772 Arbitrage : Maria Sole Ferrieri Caputi |
| 21h10        | Henry 79e | Rapport | 55e O'Sullivan · 66e Brosnan · 81e Mannion · 83e Campbell | Spectateurs : 16 772 Arbitrage : Maria Sole Ferrieri Caputi | Spectateurs : 16 772 Arbitrage : Maria Sole Ferrieri Caputi |

| 2e journée         | Suède | 0 - 1   | France                       | Gamla Ullevi, Göteborg                        |                                               |
| 9 avril 2024 19h00 |       | (0 - 0) | 80e Renard (Katoto )         | Spectateurs : 11 278 Arbitrage : Ewa Augustyn | Spectateurs : 11 278 Arbitrage : Ewa Augustyn |
| 9 avril 2024 19h00 |       | Rapport | 67e Bacha · 70e, 90+8e Becho | Spectateurs : 11 278 Arbitrage : Ewa Augustyn | Spectateurs : 11 278 Arbitrage : Ewa Augustyn |

| 9 avril 2024  | République d'Irlande | 0 - 2   | Angleterre                       | Aviva Stadium, Dublin                            |                                                  |
| 20h30 (19h30) |                      | (0 - 2) | 12e James · 18e (pen.) Greenwood | Spectateurs : 32 742 Arbitrage : Lina Lehtovaara | Spectateurs : 32 742 Arbitrage : Lina Lehtovaara |
| 20h30 (19h30) | McCabe 90+2e         | Rapport |                                  | Spectateurs : 32 742 Arbitrage : Lina Lehtovaara | Spectateurs : 32 742 Arbitrage : Lina Lehtovaara |

| 3e journée                | République d'Irlande | 0 - 3   | Suède                                                                       | Aviva Stadium, Dublin                            |                                                  |
| 31 mai 2024 20h30 (19h30) |                      | (0 - 1) | 26e Kaneryd (Asllani ) · 62e Rolfö · 86e Kaneryd                            | Spectateurs : 22 868 Arbitrage : Katalin Kulcsár | Spectateurs : 22 868 Arbitrage : Katalin Kulcsár |
| 31 mai 2024 20h30 (19h30) | Agg 43e              | Rapport | 31e Asllani · 43e Sembrant · 81e Lundkvist · 90+4e Andersson · 90+6e Kafaji | Spectateurs : 22 868 Arbitrage : Katalin Kulcsár | Spectateurs : 22 868 Arbitrage : Katalin Kulcsár |

| 31 mai 2024   | Angleterre       | 1 - 2   | France                                       | St James' Park, Newcastle                            |                                                      |
| 21h00 (20h00) | ( Hemp) Mead 30e | (1 - 1) | 41e De Almeida (Dali ) · 68e Katoto (Diani ) | Spectateurs : 42 561 Arbitrage : Marta Huerta De Aza | Spectateurs : 42 561 Arbitrage : Marta Huerta De Aza |
| 21h00 (20h00) | Carter 45+1e     | Rapport | 70e Lakrar                                   | Spectateurs : 42 561 Arbitrage : Marta Huerta De Aza | Spectateurs : 42 561 Arbitrage : Marta Huerta De Aza |

| 4e journée        | Suède                     | 1 - 0   | République d'Irlande    | Friends Arena, Solna                        |                                             |
| 4 juin 2024 18h30 | ( Andersson) Eriksson 84e | (0 - 0) |                         | Spectateurs : 21 216 Arbitrage : Alina Peşu | Spectateurs : 21 216 Arbitrage : Alina Peşu |
| 4 juin 2024 18h30 | Eriksson 1e               | Rapport | 59e Patten · 66e McCabe | Spectateurs : 21 216 Arbitrage : Alina Peşu | Spectateurs : 21 216 Arbitrage : Alina Peşu |

| 4 juin 2024          | France           | 1 - 2                                               | Angleterre                      | Stade Geoffroy-Guichard, Saint-Étienne           |                                                  |
|                      | Diani 72e (pen.) | (0 - 2)                                             | 21e Stanway · 34e Russo (Hemp ) | Spectateurs : 10 194 Arbitrage : Ivana Martinčić | Spectateurs : 10 194 Arbitrage : Ivana Martinčić |
| Dali 72e · Bacha 80e | Rapport          | 71e Toone · 72e Bronze · 81e Williamson · 87e Kelly |                                 | Spectateurs : 10 194 Arbitrage : Ivana Martinčić | Spectateurs : 10 194 Arbitrage : Ivana Martinčić |

| 5e journée                    | Angleterre                            | 2 - 1   | République d'Irlande    | Carrow Road, Norwich                             |                                                  |
| 12 juillet 2024 21h00 (20h00) | ( Mead) Russo 5e · Stanway 57e (pen.) | (1 - 0) | 90+4e Russell           | Spectateurs : 23 003 Arbitrage : Catarina Campos | Spectateurs : 23 003 Arbitrage : Catarina Campos |
| 12 juillet 2024 21h00 (20h00) |                                       | Rapport | 56e Fahey · 81e Kiernan | Spectateurs : 23 003 Arbitrage : Catarina Campos | Spectateurs : 23 003 Arbitrage : Catarina Campos |

| 12 juillet 2024 | France                               | 2 - 1   | Suède       | Stade Gaston Gérard, Dijon                        |                                                   |
| 21h10           | Karchaoui 32e · ( Renard) Katoto 74e | (1 - 0) | 49e Rybrink | Spectateurs : 12 317 Arbitrage : Jelena Cvetković | Spectateurs : 12 317 Arbitrage : Jelena Cvetković |
| 21h10           | Diani 64e                            | Rapport |             | Spectateurs : 12 317 Arbitrage : Jelena Cvetković | Spectateurs : 12 317 Arbitrage : Jelena Cvetković |

| 6e journée                    | République d'Irlande                                             | 3 - 1   | France                    | Páirc Uí Chaoimh, Cork                               |                                                      |
| 16 juillet 2024 19h00 (18h00) | ( Russell) O'Sullivan 67e · Russell 76e · ( Connolly) Patten 90e | (0 - 0) | 79e Becho (D. Cascarino ) | Spectateurs : 18 399 Arbitrage : Olatz Rivera Olmedo | Spectateurs : 18 399 Arbitrage : Olatz Rivera Olmedo |
| 16 juillet 2024 19h00 (18h00) | Brosnan 89e                                                      | Rapport |                           | Spectateurs : 18 399 Arbitrage : Olatz Rivera Olmedo | Spectateurs : 18 399 Arbitrage : Olatz Rivera Olmedo |

| 16 juillet 2024 | Suède    | 0 - 0   | Angleterre | Gamla Ullevi, Göteborg                                      |                                                             |
| 19h00           |          |         |            | Spectateurs : 16 789 Arbitrage : Maria Sole Ferrieri Caputi | Spectateurs : 16 789 Arbitrage : Maria Sole Ferrieri Caputi |
| 19h00           | Ijeh 83e | Rapport | 53e Russo  | Spectateurs : 16 789 Arbitrage : Maria Sole Ferrieri Caputi | Spectateurs : 16 789 Arbitrage : Maria Sole Ferrieri Caputi |

### Groupe 4
| Rang | Équipe    | Pts | J | G | N | P | Bp | Bc | Diff |  | Résultats (▼ dom., ► ext.) |     |     |     |     |
| ---- | --------- | --- | - | - | - | - | -- | -- | ---- |  | -------------------------- | --- | --- | --- | --- |
| 1    | Allemagne | 15  | 6 | 5 | 0 | 1 | 17 | 8  | +9   |  | Allemagne                  |     | 3-1 | 4-0 | 4-1 |
| 2    | Islande   | 13  | 6 | 4 | 1 | 1 | 11 | 5  | +6   |  | Islande                    | 3-0 |     | 2-1 | 3-0 |
| 3    | Autriche  | 7   | 6 | 2 | 1 | 3 | 10 | 12 | -2   |  | Autriche                   | 2-3 | 1-1 |     | 3-1 |
| 4    | Pologne P | 0   | 6 | 0 | 0 | 6 | 4  | 17 | -13  |  | Pologne P                  | 1-3 | 0-1 | 1-3 |     |

| 1re journée                | Islande                                         | 3 - 0   | Pologne    | Kópavogsvöllur, Kopavogur                      |                                                |
| 5 avril 2024 18h45 (16h45) | Mesjasz 42e (csc) · Zomers 43e · Jónsdóttir 66e | (2 - 0) |            | Spectateurs : 1 152 Arbitrage : Frida Klarlund | Spectateurs : 1 152 Arbitrage : Frida Klarlund |
| 5 avril 2024 18h45 (16h45) |                                                 | Rapport | 57e Adamek | Spectateurs : 1 152 Arbitrage : Frida Klarlund | Spectateurs : 1 152 Arbitrage : Frida Klarlund |

| 5 avril 2024 | Autriche                            | 2 - 3   | Allemagne                                                    | Raiffeisen Arena, Linz                        |                                               |
| 20h30        | Campbell 9e · ( Dunst) Campbell 17e | (2 - 1) | 39e Bühl (Schüller ) · 49e Bühl (Nüsken ) · 63e (pen.) Gwinn | Spectateurs : 7 500 Arbitrage : Tess Olofsson | Spectateurs : 7 500 Arbitrage : Tess Olofsson |
| 20h30        | Zinsberger 63e                      | Rapport | 57e Schulze · 90+2e Oberdorf                                 | Spectateurs : 7 500 Arbitrage : Tess Olofsson | Spectateurs : 7 500 Arbitrage : Tess Olofsson |

| 2e journée         | Pologne                   | 1 - 3   | Autriche                                                           | Stade municipal de Gdynia, Gdynia                  |                                                    |
| 9 avril 2024 18h00 | ( Wiankowska) Kamczyk 55e | (0 - 1) | 15e Puntigam (Degen ) · 66e Purtscheller (Dunst ) · 90+2e Campbell | Spectateurs : 3 920 Arbitrage : Stéphanie Frappart | Spectateurs : 3 920 Arbitrage : Stéphanie Frappart |
| 9 avril 2024 18h00 | Wiankowska 27e            | Rapport | 19e Kirchberger · 74e Puntigam                                     | Spectateurs : 3 920 Arbitrage : Stéphanie Frappart | Spectateurs : 3 920 Arbitrage : Stéphanie Frappart |

| 9 avril 2024 | Allemagne                                                     | 3 - 1   | Islande                           | Neuer Tivoli, Aix-la-Chapelle                  |                                                |
| 18h10        | ( Linder) Schüller 4e · ( Bühl) Schüller 34e · Oberdorf 45+3e | (3 - 1) | 23e Eiríksdóttir (Heiðarsdóttir ) | Spectateurs : 16 503 Arbitrage : Jana Adámková | Spectateurs : 16 503 Arbitrage : Jana Adámková |
| 18h10        | Hendrich 26e                                                  | Rapport | 35e Gudr. Arnardóttir             | Spectateurs : 16 503 Arbitrage : Jana Adámková | Spectateurs : 16 503 Arbitrage : Jana Adámková |

| 3e journée        | Autriche            | 1 - 1   | Islande                                                 | Keine Sorgen Arena, Ried im Innkreis            |                                                 |
| 31 mai 2024 18h00 | Puntigam 26e (pen.) | (1 - 0) | 76e (pen.) Viggósdóttir                                 | Spectateurs : 3 788 Arbitrage : Lina Lehtovaara | Spectateurs : 3 788 Arbitrage : Lina Lehtovaara |
| 31 mai 2024 18h00 | Hanshaw 33e         | Rapport | 52e Jessen · 59e Gudn. Árnadóttir · 68e H. Eiríksdóttir | Spectateurs : 3 788 Arbitrage : Lina Lehtovaara | Spectateurs : 3 788 Arbitrage : Lina Lehtovaara |

| 31 mai 2024 | Allemagne                                                                  | 4 - 1   | Pologne              | Ostseestadion, Rostock                            |                                                   |
| 20h30       | ( Bühl) Zieniewicz 34e (csc) · Schüller 77e · Gwinn 84e · Gwinn 88e (pen.) | (1 - 1) | 1re Padilla (Pajor ) | Spectateurs : 18 765 Arbitrage : Jelena Cvetković | Spectateurs : 18 765 Arbitrage : Jelena Cvetković |
| 20h30       |                                                                            | Rapport | 90+3e Achcińska      | Spectateurs : 18 765 Arbitrage : Jelena Cvetković | Spectateurs : 18 765 Arbitrage : Jelena Cvetković |

| 4e journée        | Pologne       | 1 - 3   | Allemagne                                               | Stade municipal de Gdynia, Gdynia                   |                                                     |
| 4 juin 2024 18h00 | Grabowska 12e | (1 - 0) | 51e Schüller (Popp ) · 69e Schüller (Gwinn ) · 77e Bühl | Spectateurs : 4 012 Arbitrage : Olatz Rivera Olmedo | Spectateurs : 4 012 Arbitrage : Olatz Rivera Olmedo |
| 4 juin 2024 18h00 |               | Rapport | 39e Oberdorf                                            | Spectateurs : 4 012 Arbitrage : Olatz Rivera Olmedo | Spectateurs : 4 012 Arbitrage : Olatz Rivera Olmedo |

| 4 juin 2024   | Islande                                                                   | 2 - 1   | Autriche                 | Laugardalsvöllur, Reykjavík                         |                                                     |
| 21h30 (19h30) | ( Vilhjálmsdóttir) Eiríksdóttir 17e · ( Vilhjálmsdóttir) Antonsdóttir 70e | (1 - 1) | 44e Campbell (Höbinger ) | Spectateurs : 2 067 Arbitrage : Désirée Grundbacher | Spectateurs : 2 067 Arbitrage : Désirée Grundbacher |
| 21h30 (19h30) |                                                                           | Rapport | 35e Schiechtl            | Spectateurs : 2 067 Arbitrage : Désirée Grundbacher | Spectateurs : 2 067 Arbitrage : Désirée Grundbacher |

| 5e journée            | Autriche                                           | 3 - 1   | Pologne     | Cashpoint-Arena, Altach                        |                                                |
| 12 juillet 2024 18h00 | ( Dunst) Degen 37e · Campbell 67e · Schasching 69e | (1 - 0) | 76e Padilla | Spectateurs : 2 343 Arbitrage : Eleni Antoniou | Spectateurs : 2 343 Arbitrage : Eleni Antoniou |
| 12 juillet 2024 18h00 | Rapport                                            |         |             | Spectateurs : 2 343 Arbitrage : Eleni Antoniou | Spectateurs : 2 343 Arbitrage : Eleni Antoniou |

| 12 juillet 2024 | Islande                                                                                                | 3 - 0   | Allemagne | Laugardalsvöllur, Reykjavík                   |                                               |
| 18h15 (16h15)   | ( Jónsdóttir) Sigurdardóttir 14e · ( Jónsdóttir) Jóhannsdóttir 52e · ( Vilhjálmsdóttir) Jónsdóttir 83e | (1 - 0) |           | Spectateurs : 5 243 Arbitrage : Cheryl Foster | Spectateurs : 5 243 Arbitrage : Cheryl Foster |
| 18h15 (16h15)   | Rapport                                                                                                |         |           | Spectateurs : 5 243 Arbitrage : Cheryl Foster | Spectateurs : 5 243 Arbitrage : Cheryl Foster |

| 6e journée            | Allemagne                                                                                | 4 - 0   | Autriche | Heinz-von-Heiden-Arena, Hanovre                 |                                                 |
| 16 juillet 2024 19h00 | ( Schüller) Bühl 11e · ( Berger) Brand 39e · ( Senß) Schüller 53e · ( Berger) Bühl 90+2e | (2 - 0) |          | Spectateurs : 43 953 Arbitrage : Shona Shukrula | Spectateurs : 43 953 Arbitrage : Shona Shukrula |
| 16 juillet 2024 19h00 | Rapport                                                                                  |         |          | Spectateurs : 43 953 Arbitrage : Shona Shukrula | Spectateurs : 43 953 Arbitrage : Shona Shukrula |

| 16 juillet 2024 | Pologne   | 0 - 1   | Islande           | ArcelorMittal Park, Sosnowiec                |                                              |
| 19h00           |           | (0 - 1) | 32e Jónsdóttir    | Spectateurs : 2 051 Arbitrage : Kirsty Dowle | Spectateurs : 2 051 Arbitrage : Kirsty Dowle |
| 19h00           | Dudek 54e | Rapport | 63e Jóhannsdóttir | Spectateurs : 2 051 Arbitrage : Kirsty Dowle | Spectateurs : 2 051 Arbitrage : Kirsty Dowle |

## Classement général
Légende des classements
- Relégation en Ligue B

| Ligue A | Ligue A                | Ligue A                         | Ligue A | Ligue A | Ligue A | Ligue A | Ligue A | Ligue A | Ligue A | Ligue A | Ligue A |
| Rang    | Nation                 | Parcours                        | Gr.     | MJ      | G       | N       | P       | Pts     | Bp      | Bc      | Diff    |
| ------- | ---------------------- | ------------------------------- | ------- | ------- | ------- | ------- | ------- | ------- | ------- | ------- | ------- |
| 1er     | Espagne                | Meilleur premier de groupe      | 2       | 6       | 5       | 0       | 1       | 15      | 18      | 5       | +13     |
| 2e      | Allemagne              | 2e meilleur premier de groupe   | 4       | 6       | 5       | 0       | 1       | 15      | 17      | 8       | +9      |
| 3e      | France                 | 3e meilleur premier de groupe   | 3       | 6       | 4       | 0       | 2       | 12      | 8       | 7       | +1      |
| 4e      | Italie                 | 4e meilleur premier de groupe   | 1       | 6       | 2       | 3       | 1       | 9       | 8       | 3       | +5      |
|         |                        |                                 |         |         |         |         |         |         |         |         |         |
| 5e      | Islande                | Meilleur deuxième de groupe     | 4       | 6       | 4       | 1       | 1       | 13      | 11      | 5       | +6      |
| 6e      | Danemark               | 4e meilleur deuxième de groupe  | 2       | 6       | 4       | 0       | 2       | 12      | 14      | 8       | +6      |
| 7e      | Angleterre             | 3e meilleur deuxième de groupe  | 3       | 6       | 3       | 2       | 1       | 11      | 8       | 5       | +3      |
| 8e      | Pays-Bas               | 4e meilleur deuxième de groupe  | 1       | 6       | 2       | 3       | 1       | 9       | 4       | 4       | 0       |
|         |                        |                                 |         |         |         |         |         |         |         |         |         |
| 9e      | Suède                  | Meilleur troisième de groupe    | 3       | 6       | 2       | 2       | 2       | 8       | 6       | 4       | +2      |
| 10e     | Norvège                | 2e meilleur troisième de groupe | 1       | 6       | 1       | 4       | 1       | 7       | 7       | 4       | +3      |
| 11e     | Autriche               | 3e meilleur troisième de groupe | 4       | 6       | 2       | 1       | 3       | 7       | 10      | 12      | -2      |
| 12e     | Belgique               | 4e meilleur troisième de groupe | 2       | 6       | 1       | 1       | 4       | 4       | 5       | 18      | -13     |
|         |                        |                                 |         |         |         |         |         |         |         |         |         |
| 13e     | Finlande P             | Meilleur quatrième de groupe    | 1       | 6       | 1       | 2       | 3       | 5       | 4       | 12      | -8      |
| 14e     | Tchéquie P             | 2e meilleur quatrième de groupe | 2       | 6       | 1       | 1       | 4       | 4       | 6       | 12      | -6      |
| 15e     | République d'Irlande P | 3e meilleur quatrième de groupe | 3       | 6       | 1       | 0       | 5       | 3       | 4       | 10      | -6      |
| 16e     | Pologne P              | 4e meilleur quatrième de groupe | 4       | 6       | 0       | 0       | 6       | 0       | 4       | 17      | -13     |